# Aleiodes assimilis
Aleiodes assimilis är en stekelart som först beskrevs av Christian Gottfried Daniel Nees von Esenbeck 1811.  Aleiodes assimilis ingår i släktet Aleiodes och familjen bracksteklar. Inga underarter finns listade i Catalogue of Life.